# John Pyper-Ferguson
John Pyper-Ferguson (Melbourne, 27 februari 1964) is een in Australië geboren Canadees acteur.

## Biografie
Pyper-Ferguson werd geboren in Melbourne en in zijn kinderjaren verhuisden hij met zijn ouders naar Vancouver in Canada waar hij opgroeide. Hij doorliep de highschool aan de Handsworth Secondary School in Vancouver. Hierna haalde hij zijn bachelor of fine arts in podiumkunsten aan de Universiteit van Alberta in Edmonton. 
Pyper-Ferguson begon in 1979 met acteren in de televisieserie The Littlest Hobo. Hierna speelde hij nog meer dan 140 rollen in televisieseries en films zoals Bird on a Wire (1990), Unforgiven (1992), The Adventures of Brisco County Jr. (1993-1994), Drive (1997), Pearl Harbor (2001), Jeremiah (2003-2004), Brothers & Sisters (2006-2007), Caprica (2010) en Burn Notice (2013).

## Filmografie

### Films
Selectie:
- 2024 La cocina - als Vago
- 2014 Wolves – als Wild Joe
- 2012 Battlestar Galactica: Blood & Chrome – als Xander Toth
- 2011 Drive – als bebaarde Redneck
- 2006 X-Men: The Last Stand – als vader van Minivan
- 2006 She's the Man – als Roger
- 2005 Black Dawn – als James Donovan
- 2001 Pearl Harbor – als marineofficier in ziekenhuis
- 1997 Drive – als Vic Madison
- 1996 Hard Core Logo – als John Oxenberger
- 1995 Children of the Dust – als Sonny Boy
- 1992 Unforgiven – als Charley Hecker
- 1990 Bird on a Wire – als Jamie

### Televisieseries
Uitgezonderd eenmalige gastrollen.
- 2023 Casa Grande - als Sawyer Clarkman - 5 afl.
- 2017-2020 The 100 - als Bill Cadogan - 11 afl.
- 2014-2018 The Last Ship – als Tex Nolan – 26 afl.
- 2015-2018 Suits - als Jack Soloff - 14 afl.
- 2017 Queen of the South - als Finnerman - 4 afl.
- 2017 Agents of S.H.I.E.L.D. - als Tucker Shockley - 3 afl.
- 2013 Burn Notice – als James Kendrick – 6 afl.
- 2013 Deception – als Wyatt Scott – 5 afl.
- 2011-2012 Alphas – als Stanton Parish – 10 afl.
- 2012 Less Than Kind – als jack – 3 afl.
- 2010 Caprica – als Tomas Vergis – 6 afl.
- 2007 Everest – als Roger Marshall – 4 afl.
- 2007 Cane – als Hudson – 3 afl.
- 2006-2007 Brothers & Sisters – als Joe Whedon – 28 afl.
- 2005-2006 Night Stalker – als agent Bernard Fain – 3 afl.
- 2005-2006 Battlestar Galactica – als kapitein Cole Taylor – 2 afl.
- 2003-2004 Jeremiah – als Gabriel Sims – 6 afl.
- 2000-2001 The Huntress – als Jake Blumenthal – 3 afl.
- 1999-2001 Jack & Jill – als Kevin – 4 afl.
- 1998-1999 The Crow: Stairway to Heaven – als Top Dollar – 3 afl.
- 1997 The X-Files – als rechercheur John Kresge – 2 afl.
- 1993-1994 The Adventures of Brisco County Jr. – als Peter Hutter – 7 afl.